# Neftji Kotjkor-Ata
FK Neftji Kotjkor-Ata är ett kirgizisk fotbollsklubb från Kotjkor-Ata i Kirgizistan. Klubben grundades år 1952.

## Meriter
Kirgiziska ligan: 1 2010
- Silver: 2011

Kirgiziska cupen: 1
- Vinnare: 2019
- Finalist: 2010, 2011

Supercup: 1
- Vinnare: 2019
- Finalist:

## Placering tidigare säsonger
| Säsong | Nivå | Liga           | Placering | Referens      | Notering    |
| ------ | ---- | -------------- | --------- | ------------- | ----------- |
| 2010   | 1    | Top Liga       | 1         | [ 3 ]         | Ligamästare |
| 2011   | 1    | Top Liga       | 2         | [ 4 ]         |             |
|        |      |                |           |               |             |
| 2013   | 1    | Top Liga       | 6         | [ 5 ]         |             |
| 2014   | 1    | Top Liga       | 6         | [ 6 ]         |             |
|        |      |                |           |               |             |
| 2018   | 1    | Top Liga       | 4         | [ 7 ]         |             |
| 2019   | 1    | Premjer Ligasy | 4         | [ 8 ]         | Cupmästare  |
| 2020   | 1    | Premjer Ligasy | 3         | [ 9 ]         |             |
| 2021   | 1    | Premjer Ligasy | 6         | [ 10 ]        |             |
| 2022   | 1    | Premjer Ligasy | 5         | [ 11 ] [ 12 ] |             |
| 2023   | 1    | Premjer Ligasy | 7         | [ 13 ]        |             |
| 2024   | 1    | Premjer Ligasy | 5         | [ 14 ]        |             |
| 2025   | 1    | Premjer Ligasy |           | [ 15 ]        |             |